# Abdurachman Awtorchanow
Abdurachman Ginazowicz Awtorchanow, ros. Абдурахман Гиназович Авторханов (ur. 25 października?/7 listopada 1908 we wsi Nadtieriecznoje (czeczen. Лаха Нёвре), zm. 24 kwietnia 1997 w Monachium) – czeczeński pisarz, publicysta i działacz partii bolszewików, członek kolaboracyjnego Północnokaukaskiego Komitetu Narodowego podczas II wojny światowej, emigracyjny historyk, politolog-sowietolog, publicysta i działacz antykomunistyczny.

## Życiorys
Uczył się w medresie, z której został wyrzucony za czytanie zabronionej literatury. Trafił do domu dziecka. Od 1923 uczęszczał do szkoły II stopnia, a następnie do obwodowej szkoły partyjnej w Groznym. W 1925 został członkiem Wszechzwiązkowej Komunistycznej Partii (bolszewików). Ukończył kurs przygotowawczy w Instytucie Czerwonej Profesury w Moskwie. W 1927 został aresztowany za próbę zdobycia autografu Lwa Trockiego. Był więziony na Łubiance, a potem na Butyrkach. Po wypuszczeniu na wolność powrócił do Groznego. Pracował w różnych lokalnych strukturach partyjnych WKP(b). Następnie został dyrektorem teatru w Groznym. Przewodniczył też czeczeńskiemu oddziałowi Stowarzyszenia Proletariackich Pisarzy. W 1930 w gazecie „Prawda” ukazał się jego artykuł, krytykujący tezy Politbiura WKP(b) ogłoszone przed XVI zjazdem partii. W rezultacie został wykluczony z WKP(b), chociaż jeszcze w tym samym roku przyjęty ponownie. W 1931 został wyznaczony szefem grupy pisarzy mających opracować gramatykę języka czeczeńskiego. Jednocześnie przeszedł kurs redaktorski w ramach kursów marksizmu-komunizmu organizowanych przy Centralnym Komitecie WKP(b). W latach 1934–1936 studiował w Instytucie Czerwonej Profesury ze specjalizacją rosyjskiej historii. Następnie pracował w oddziale propagandy WKP(b) w Groznym. Krytykował kolektywizację rolnictwa na nie-rosyjskich obszarach ZSRR, co doprowadziło do jego aresztowania i uwięzienia przez NKWD w październiku 1937 (część źródeł mówi o 1938). W październiku 1941 został skazany na karę 3 lat więzienia.
W kwietniu 1942 wypuszczono go na wolność, gdyż NKWD chciało, aby pełnił rolę prowokatora w środowisku czeczeńskich działaczy narodowych. Jednakże latem tego roku przeszedł linię frontu i znalazł się w okupowanej przez Wehrmacht Czeczenii. W styczniu 1943 wobec ewakuacji armii niemieckiej z Kaukazu Północnego po klęsce w bitwie pod Stalingradem wyjechał do Berlina. Wszedł tam w skład współpracującego z III Rzeszą Północnokaukaskiego Komitetu Narodowego jako przedstawiciel Czeczenów. Po zakończeniu wojny uniknął deportacji do ZSRR. Przebywał w obozie dla uchodźców w Mittelwaldzie. Zamieszkał w zachodnich Niemczech. W 1948 zaczął wydawać pismo „Набат”, a następnie „Свободный Кавказ”. W 1950 współtworzył w Monachium Instytut Badań nad Historią i Kulturą ZSRR. Występował w radiu „Swoboda”, które współzakładał w 1951. Wykładał jako profesor nauk politycznych w rosyjskim instytucie US Army w Ratyzbonie o ZSRR i KPZR amerykańskim dyplomatom i wywiadowcom. Był autorem wielu książek o polityce ZSRR. Jego książka The Reign of Stalin wydana w 1953 w Londynie stanowi jedno z podstawowych źródeł do badań nad reżimem stalinowskim w ZSRR. W 1983 opublikował swoje wspomnienia.
Szeroką popularność Awtorchanow zyskał dzięki wydaniu w 1959 rozprawy Technologia władzy, ujawniającej mechanizmy dojścia Stalina do władzy i jej uzurpacji. Sowiecki dysydent, gen. Piotr Grigorenko (1908-1987), popierający roszczenia Tatarów krymskich, nazwał książkę Awtorchanowa „klasycznym podręcznikiem historii stalinizmu”.
W 1991 został honorowym obywatelem Czeczeńskiej Republiki Iczkerii. Podczas I wojny czeczeńskiej prowadził korespondencję z prezydentem Czeczenii Dżocharem Dudajewem. Występował też do władz Rosji o zawarcie pokoju, ale zawsze stawiając warunek uznania niepodległości państwa czeczeńskiego.

## Prace A. G. Awtorchanowa
- К основным вопросам истории Чечни (1930)
- Краткий историко-культурный и экономический очерк о Чечне (1931)
- Революция и контрреволюция в Чечне (1933)
- Объединение, рожденное революцией (1934)
- The Reign of Stalin (1953)
- Технология власти (Monachium, 1959); Stalin and the Soviet Communist Party: A Study in the Technology of Power (ang.) (New York, Praeger, 1959); wyd. pol. Technologia władzy, „Posiew”, 1976
- The Communist Party Apparatus (1966)
- Lenin and the Central Committee after the July Uprising (1971)
- Beria's Plot (1977)
- La Methode Brejniev: Analyse Et Histoire D'un Regne (1981)
- From Andropov to Gorbachev (1986) – wydanie polskie Od Andropowa do Gorbaczowa (Lublin 1989)
- Lenin in the Destiny of Russia (1990)
- The Mystery of Stalin's Death (1981), wydanie rosyjskie Sekret smertii Stalina. Zagovor Berii, wydanie polskie: Zagadka śmierci Stalina. Spisek Berii, Londyn 1983, Wyd. Polonia Book Fund, tłum. Adam Mazur (pseudonim Andrzeja Drawicza) ISBN 0-902352-23-7, istnieje też wydanie polskie w „drugim obiegu” poza cenzurą PRL, reprint z wydania PBF. Pierwsze oficjalne wydanie krajowe: Zagadka śmierci Stalina, Warszawa 2002, wyd. LTW, ISBN 83-88736-20-5, stanowiące również reprint z wydania PBF.
- The North Caucasus Barrier: The Russian Advance Towards the Muslim World (1992)